# Hong Kong Tennis Open
Hong Kong Tennis Open – męski turniej tenisowy kategorii ATP Tour 250 wchodzący w skład rozgrywek ATP Tour i kobiecy turniej tenisowy kategorii WTA 250 wchodzący w skład rozgrywek WTA Tour, rozgrywany w Hongkongu. 
W 2019 turniej nie odbył się z powodu protestów.

## Mecze finałowe

### Gra pojedyncza mężczyzn
| Rok  | Zwycięzca        | Finalista       | Wynik         |
| 2025 | Alexandre Müller | Kei Nishikori   | 2:6, 6:1, 6:3 |
| 2024 | Andriej Rublow   | Emil Ruusuvuori | 6:4, 6:4      |

### gra pojedyncza kobiet
| Rok       | Zwyciężczyni             | Finalistka          | Wynik            |
| 2024      | Diana Sznajder           | Katie Boulter       | 6:1, 6:2         |
| 2023      | Leylah Fernandez         | Kateřina Siniaková  | 3:6, 6:4, 6:4    |
| 2019–2022 | Nie rozgrywany           | Nie rozgrywany      | Nie rozgrywany   |
| 2018      | Dajana Jastremśka        | Wang Qiang          | 6:2, 6:1         |
| 2017      | Anastasija Pawluczenkowa | Darja Gawriłowa     | 5:7, 6:3, 7:6(3) |
| 2016      | Caroline Wozniacki       | Kristina Mladenovic | 6:1, 6:7(4), 6:2 |
| 2015      | Jelena Janković          | Angelique Kerber    | 3:6, 7:6(4), 6:1 |
| 2014      | Sabine Lisicki           | Karolína Plíšková   | 7:5, 6:3         |

### Gra podwójna mężczyzn
| Rok  | Zwycięzcy                  | Finaliści                      | Wynik          |
| 2025 | Sander Arends Luke Johnson | Karen Chaczanow Andriej Rublow | 7:5, 4:6, 10–7 |
| 2024 | Marcelo Arévalo Mate Pavić | Sander Gillé Joran Vliegen     | 7:6(3), 6:4    |

### gra podwójna kobiet
| Rok       | Zwyciężczynie                       | Finalistki                               | Wynik           |
| 2024      | Ulrikke Eikeri Makoto Ninomiya      | Shūko Aoyama Eri Hozumi                  | 6:4, 4:6, 11–9  |
| 2023      | Tang Qianhui Tsao Chia-yi           | Oksana Kalasznikowa Alaksandra Sasnowicz | 7:5, 1:6, 11–9  |
| 2019–2022 | Nie rozgrywany                      | Nie rozgrywany                           | Nie rozgrywany  |
| 2018      | Samantha Stosur Zhang Shuai         | Shūko Aoyama Lidzija Marozawa            | 6:4, 6:4        |
| 2017      | Chan Hao-ching Chan Yung-jan        | Lu Jiajing Wang Qiang                    | 6:1, 6:1        |
| 2016      | Chan Hao-ching Chan Yung-jan        | Naomi Broady Heather Watson              | 6:3, 6:1        |
| 2015      | Alizé Cornet Jarosława Szwiedowa    | Lara Arruabarrena Andreja Klepač         | 7:5, 6:4        |
| 2014      | Karolína Plíšková Kristýna Plíšková | Patricia Mayr-Achleitner Arina Rodionowa | 6:2, 2:6, 12–10 |